# سامسونج جالكسي زي فولد 4
سامسونج جالكسي زي فولد 4 (بالإنجليزية: Samsung Galaxy Z Fold 4 أو Samsung Galaxy Z Fold4)‏ هو هاتف ذكي قابل للطي، تُوِّقع أن يُصدر في أغسطس عام 2022، وهو خلفٌ لجهاز سامسونج جالكسي زي فولد 3. تمَّ الإعلان عنهُ لأوَّل مرَّة في حدث سامسونج أنباكد لعام 2022.

## التَّاريخ
تمَّ الكشف عن الجهاز في حدث سامسونج أنباكد لعام 2022 في 10 أغسطس 2022. ثُمَّ أُتيح للطَّلب المسبق بعد ذلك مُباشرة، وتبع ذلك إصدارهُ رسميًّا في 26 أغسطس 2022.

## المُواصفات

### التَّصميم
بحسب سامسونج، فإنَّ الهاتف يأتي بثلاثة ألوان: أسود خافت، بيج، رمادي مائل إلى الأخضر. وتوجد نُسخة باللون البورجوندي [الإنجليزية] وهي حصريَّة في موقع سامسونج الرَّسمي، وهذهِ النُسخة تُشبه اللون البورجوندي الموجود في جهاز سامسونج جالكسي إس 22 ألترا الذي أصدرتهُ الشركة قبل سنةٍ مِن إصدار هذا الجهاز.
| اللون | الاسم                 |
| ----- | --------------------- |
|       | أسود خافت             |
|       | بيج                   |
|       | رمادي مائل إلى الأخضر |
|       | بورجوندي [الإنجليزية] |

### العتاد
عالميًّا، يأتي الجهاز مدعومًا بمُعالج كوالكوم سناب دراجون 8+ جين 1، كما أنَّ هاتف جالكسي زي فليب 4 الآخر يأتي بنفس المُعالج.
يتميز الهاتف بثلاثِ كاميراتٍ خلفية، تشمل كاميرا بزاويةٍ عريضة بحجم 50 ميجابكسل، وكاميرا فائقة الاتساع بدقة 12 ميجابكسل، وكاميرا بعدسة تيليفوتو [الإنجليزية] بدقة 10 ميجابكسل، وتشترك الكاميرا العريضة في مستشعرها الذي يكون موجودًا في سامسونج جالكسي إس 22 ونُسخة بلس وهي بدقة 12 ميجابكسل، وتمَّت ترقية نسبة التقريب البصري في كاميرا التيليفوتو مِن 2x إلى 3x. يحتوي على كاميرتين أماميتين، الأُولى كاميرا بدقة 10 ميجابكسل وتحتوي على غطاء حماية، والأُخرى تحت الشاشة بدقة 4 ميجابكسل توجد في النصف الأيمن من الشاشة الداخليَّة.

### برمجة
يعمل الهاتف بنظامِ تشغيل «أندرويد 12 إل» (بالإنجليزية: Android 12L)‏ الخاص بجوجل، ويعدّ أوَّل هاتف يعمل بهذا النظام، وهو إصدار من أندرويد مُوَّجَهٌ للهواتف الذكيَّة ذوات الشاشات الكبيرة، بما فيها الهواتف الذكيَّة القابلة للطيِّ.
هناك أيضًا تحسينات على وظيفة الوضع المرن حتى تستفيد التطبيقات الشائِعة مِن قابليَّة الهاتف للطي، يوفر دعمًا للتطبيقات لإظهار أسماء التطبيقات الكبيرة بما في ذلك نتفليكس وجوجل درايف وجوجل مييت ومايكروسوفت تيمز وغيرها.